# Roscoe (Dacota do Sul)
Roscoe é uma cidade localizada no estado norte-americano de Dacota do Sul, no Condado de Edmunds.

## Demografia
Segundo o censo norte-americano de 2000, a sua população era de 324 habitantes.
Em 2006, foi estimada uma população de 292, um decréscimo de 32 (-9.9%).

## Geografia
De acordo com o United States Census Bureau tem uma área de
1,2 km², dos quais 1,2 km² cobertos por terra e 0,0 km² cobertos por água.

## Localidades na vizinhança
O diagrama seguinte representa as localidades num raio de 32 km ao redor de Roscoe.